# Dinoyo (Deket)
Dinoyo is een bestuurslaag in het regentschap Lamongan van de provincie Oost-Java, Indonesië. Dinoyo telt 2452 inwoners (volkstelling 2010).